# (372626) IGEM
(372626) IGEM est un astéroïde de la ceinture principale.

## Description
(372626) IGEM est un astéroïde de la ceinture principale. Il fut découvert le 12 novembre 2009 à l'observatoire de Zelentchoukskaïa par Timour Kriatchko. Il présente une orbite caractérisée par un demi-grand axe de 2,69 UA, une excentricité de 0,20 et une inclinaison de 2,4° par rapport à l'écliptique.

## Nommage
L'objet est nommé d'après l'Institut de géologie des gisements de minerais, de pétrographie, de minéralogie et de géochimie de Moscou, dont le sigle russe latinisé est IGEM.

## Compléments